# 에드 볼스

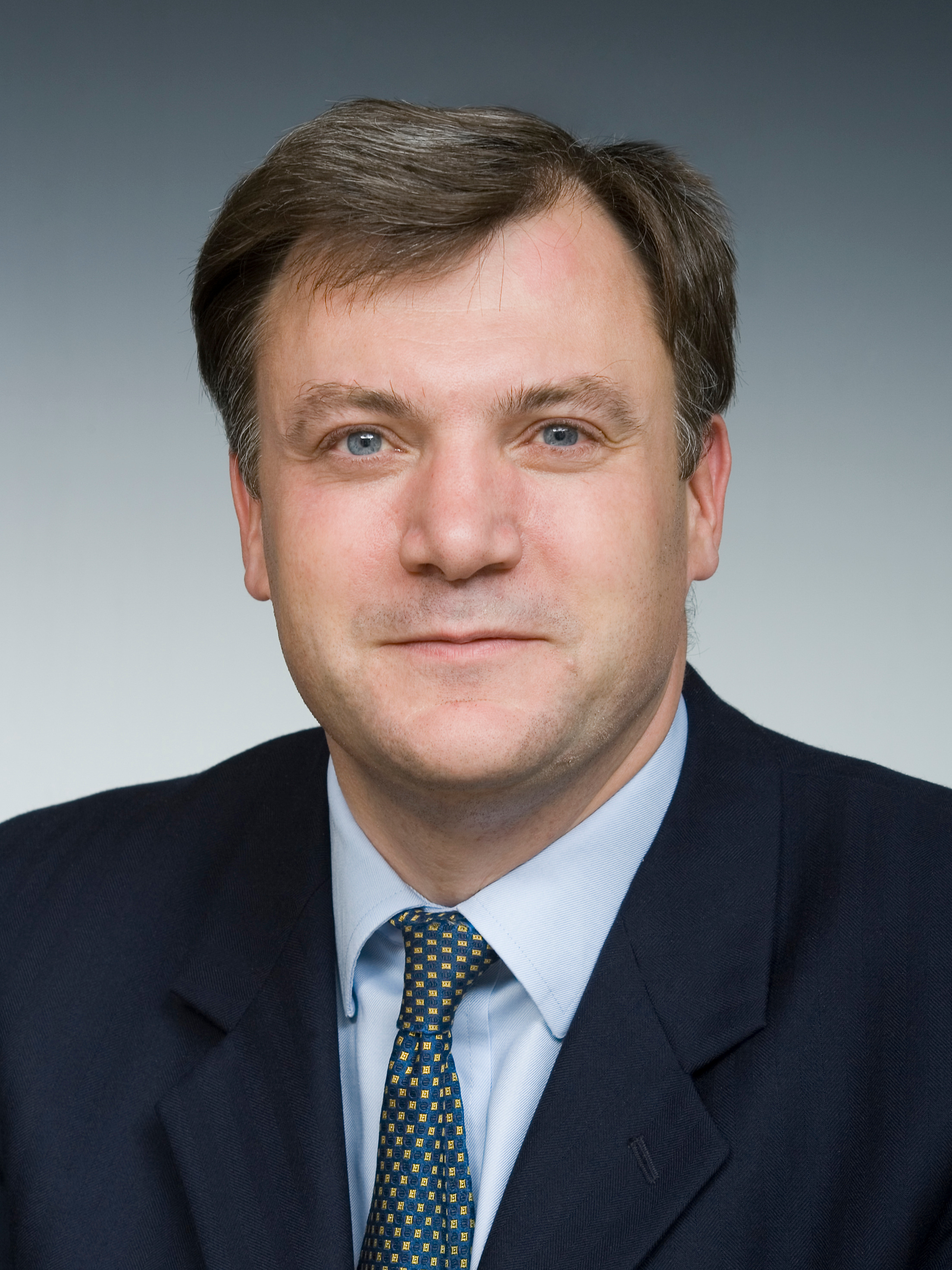
2007년 공식 초상화

에드워드 마이클 볼스 (Edward Michael Balls, 1967년 2월 25일~)은 영국의 방송인, 기자, 경제학자, 교수, 정치인이다. 2007년부터 2010년까지 브라운 정권에서 영국 아동학교가족장관을 지냈다. 영국 노동당과 영국 협동조합당 당원으로 2005년부터 2015년까지 노맨튼 지역구와 몰리 아웃우드 지역구의 국회의원을 지냈다.
1967년 태어난 볼스는 노팅엄 고등학교를 졸업하고 케블 칼리지에서 정치경제철학을 전공하였으며, 이후 미국 하버드 대학교 케네디 정부학교에서 경제학을 전공했다. 1988년부터 1990년까지 하버드대 학생조교로 일하다가 《파이낸셜 타임스》에 입사해 수석 경제기자가 되었다. 한편으로 노팅엄 고등학교 재학 당시 영국 노동당에 처음 입당한 그는 1994년 고든 브라운 예비재무장관의 고문이 되었으며, 1997년 영국 총선에서 노동당이 집권한 뒤로도 브라운 장관을 보좌하다 영국 재무부 수석경제고문에 임명되었다.
2005년 총선에서 노맨튼 지역구 (2010년 몰리 아웃우드 지역구로 개명)에 노동당 후보로 처음 출마한 볼스는 바로 국회의원으로 당선되어 서민원에 입성하였으며, 2006년에는 재무경제비서에 임명되었다. 2007년 브라운 장관이 총리에 오르자 볼스는 영국 아동학교가족장관에 임명되었고, 2010년 총선에서 노동당이 패배한 뒤로는 해리엇 하먼 당대표 권한대행에 의해 예비교육장관에 임명되었다. 같은해 브라운 대표의 사임으로 치러진 당대표 선거에도 출마하였으나 3위에 그쳤으며, 에드 일리밴드 대표에 의해 예비 내각장관에 임명된다. 2011년에는 예비 재무장관이 되었으며 2015년 총선까지 역임하였다.
2015년 총선에서 낙선한 뒤로 하버드 대학교 케네디 스쿨 모사바라마니 비즈니스 정부 센터의 선임연구원이 되었으며, 킹스 칼리지 런던 정책연구소의 객원교수로도 활동하게 되었다. 2015년 12월에는 노리치 시티 F.C.의 회장으로 임명되었으며 2018년 12월까지 역임했다. 2020년에는 킹스 칼리지 런던의 교수로 임명됐다. 한편 BBC 방송의 〈스트릭틀리 컴 댄싱〉 시즌14에 참가자로 출연해 10주 동안 살아남고, 2021년에는 BBC 〈베스트 홈 쿡〉에서 우승하는 등의 방송 활동도 하고 있다.